# Episodi de I testimoni (prima stagione)
La prima stagione della serie televisiva I testimoni (Les Témoins), composta da 6 episodi, è stata trasmessa in prima visione in Belgio dal 22 novembre al 6 dicembre 2014 su La Une e successivamente in Francia dal 18 marzo al 1º aprile 2015 su France 2.
In Italia, la stagione è andata in onda sul canale pay Fox Crime dal 3 marzo al 7 aprile 2016.
| n° | Titolo originale | Titolo italiano                 | Prima TV Belgio  | Prima TV Italia |
| -- | ---------------- | ------------------------------- | ---------------- | --------------- |
| 1  | Épisode 1        | Una nuova famiglia              | 22 novembre 2014 | 3 marzo 2016    |
| 2  | Épisode 2        | Il cimitero scomparso           | 22 novembre 2014 | 10 marzo 2016   |
| 3  | Épisode 3        | Macabri indizi                  | 29 novembre 2014 | 17 marzo 2016   |
| 4  | Épisode 4        | Occhio per occhio               | 29 novembre 2014 | 24 marzo 2016   |
| 5  | Épisode 5        | Un frammento di verità          | 6 dicembre 2014  | 31 marzo 2016   |
| 6  | Épisode 6        | Tutto finisce dove è cominciato | 6 dicembre 2014  | 7 aprile 2016   |